# Kien Giang
Kien Giang (vietnamesiska: Kiên Giang) är en provins i södra Vietnam. Provinsen består av stadsdistrikten Rach Gia (huvudstaden) och Ha Tien samt elva landsbygdsdistrikt: An Bien, An Minh, Chau Thanh, Giong Rieng, Go Quao, Hon Dat, Kien Hai, Kien Luong, Phu Quoc, Tan Hiep och Vinh Thuan. 